# Production (économie)
 (mai 2018).
Si vous disposez d'ouvrages ou d'articles de référence ou si vous connaissez des sites web de qualité traitant du thème abordé ici, merci de compléter l'article en donnant les références utiles à sa vérifiabilité et en les liant à la section « Notes et références ».
 (mai 2018).
Pour les articles homonymes, voir Production (homonymie).
En économie, la production est la "quantité de biens ou de services produite dans une période de temps donnée, par une entreprise, une industrie ou un pays", qu'ils soient consommés (biens et services finaux) ou utilisés dans le processus de production (consommations intermédiaires). Le principal agrégat utilisé pour mesurer la production est appelé produit intérieur brut (PIB), la somme des valeurs ajoutées brutes calculées au prix de marché, sur une période (en général un an) et un territoire (en général un pays) donnés. 

## Production nette
La production nette (en) (net output) est un concept comptable, utilisé dans le cadre de la comptabilité nationale. Il permet de mesurer la quantité de richesse créée par une nation, à travers sa production et dans un intervalle donné. Elle est calculée à partir de la quantité brute produite à laquelle on retire la valeur des biens et services utilisés dans le processus productif. 
Différentes méthodes de mesure de cette production nette peuvent être utilisées.

### La mesure de la production nationale
Le PIB est la mesure la plus commune de la production nationale. Son avantage réside dans le fait qu'il se calcule par la somme des valeurs ajoutées brutes (prix de vente d'un bien ou d'un service, moins tous les coûts non liés à la main-d'œuvre utilisés pour le produire), et non la somme de la production de chaque entité. Le fait de ne tenir compte que des valeurs ajoutées permet de ne pas comptabiliser deux fois les consommations intermédiaires dans le calcul du PIB. 
Cela signifie que si une entreprise produit un bien et le vend à une autre entreprise qui l'utilisera ensuite dans son processus de production, seule la valeur ajoutée brute de l'entreprise qui a produit le bien sera comptabilisée dans le calcul du PIB. Ainsi, le PIB ne tient compte qu'une seule fois de la production du bien intermédiaire. (Par exemple, une couturière achète le matériel nécessaire pour créer une robe pour 500 roupies. Puis elle coud et met la touche finale à la robe. Elle a ensuite vendu la robe pour 800 roupies. Elle a donc ajouté 150 roupies de valeur à la robe). 
Pour éviter le problème du sur dénombrement, on peut également se concentrer entièrement sur les ventes finales, où, bien que non directement mais implicitement, toutes les étapes antérieures de la création de sortie. 
Bien que les deux méthodes soient largement reconnues pour leur précision, la deuxième est connue comme étant celle des dépenses et est plus  largement utilisée. Il s'agit en effet d'une méthode standard de calcul du PIB dans la plupart des pays. 
La logique derrière l'utilisation de la méthode des dépenses, est que si toutes les dépenses sur les produits finaux sont additionnées, la somme devrait totaliser la production totale parce que le bien produit est finalement produit sous une forme ou une autre.
Dans ces deux méthodes, il faut se méfier du fait que la consommation englobe toutes les dépenses des ménages, mais l'investissement des entreprises n'inclut pas toutes les dépenses des entreprises, parce que si c'était le cas cela se traduirait par un double comptage massive, qui seront traitées et revenues aux consommateurs. Par conséquent, l'investissement ne comprend que les dépenses de production qui ne devraient pas être épuisées à court terme.
Cette situation est également possible si les importations sont impliquées. Si un individu ou une entreprise étrangère achète un produit venant d'un autre pays, par exemple si une entreprise américaine achète un bien fabriqué au Cambodge, cette dépense ne peut pas être prise en compte dans les dépenses de consommation du PIB américain puisque la production achetée est étrangère. Pour corriger ce problème, les importations sont éliminées du calcul du PIB.
Compte tenu de tout cela, nous voyons qu'une troisième façon de calculer la production nationale est de se concentrer sur le revenu. Dans cette méthode, nous nous penchons sur le revenu qui est versé à des facteurs de production et de travail pour leurs services dans la production de sortie. Ceci est habituellement versé sous la forme de salaires et de traitements; il peut également être versé sous la forme de redevances, de loyers, de dividendes, etc. Parce que le revenu est un paiement de sortie, il est supposé que le revenu total devrait éventuellement être égal à la production totale.

### Condition de sortie
La condition de sortie pour les producteurs est le niveau de jeu de manière que les prix de chaque marchandise soient égaux au coût marginal de marchandises, c'est-à-dire,
{\displaystyle {\frac {MC_{1}}{MC_{2}}}={\frac {P_{1}}{P_{2}}}}
À partir de l'équation, nous pouvons voir que le ratio des coûts marginaux des biens finaux est égal au ratio de prix. On peut aussi déduire le rapport des coûts marginaux comme la pente de la  production–possibilité de frontière, qui donnerait le taux auquel la société pourrait transformer un bien en un autre.

### Échange de sortie entre les nations
L'échange de sortie entre deux pays est un phénomène très fréquent. Il y a toujours un commerce entre les différents pays du monde, par exemple, le Japon peut faire du commerce de biens électronique avec l'Allemagne qui les utilise pour la production de ses voitures. Si la valeur de transaction faite par les deux pays est égale à ce moment-là, alors leurs comptes commerciaux sont équilibrés: les exportations sont parfaitement égales aux importations dans les deux pays.

### Les fluctuations de sortie
En macroéconomie, les causes de la fluctuation de la production nationale sont difficiles à identifier. Cependant, il y a certains facteurs sur lesquels les économistes s'entendent pour expliquer l'augmentation et la diminution de la production. En effet, la plupart des économistes s'accordent sur le fait qu'il existe trois sources fondamentales de croissance économique telles que l'augmentation de la main-d'œuvre, l'augmentation du capital et l'augmentation de la productivité. Tout comme l'augmentation des apports des facteurs de production peut entraîner une augmentation de la production, et tout ce qui entraîne une baisse de la main-d'œuvre, du capital ou de l'efficience entraînera une baisse de la production ou du moins une baisse de son taux de croissance.